# 에나레스역
에나레스역(스페인어: Henares)은 마드리드 지하철 7호선의 역이다. 마드리드 지방 산페르난도데에나레스의 알고르타 대로 지하에 위치해 있으며, 에나레스 강변과 접한다. 요금구역상으로는 B1구역에 속한다.

## 역사
2007년 5월 5일 메트로에스테 구간 개통과 함께 문을 열었다. 한동안 시종착역 역할을 하다가 2008년 2월에 오스피탈 델 에나레스 역이 완공되면서 일반역이 되었다.
2014년 7월 19일부터는 에스타디오 메트로폴리타노 역에서부터 오스피탈 델 에나레스 역까지의 전 구간이 시설정비 공사로 운행을 중단하면서 잠시 시종착역이 되었다. 바리오 델 푸에르토 역에서 오스피탈 델 에나레스 역까지 6.5km 길이의 터널 구간에 방수를 적용하는 작업이 주된 이유였다. 공사는 10월 13일에 끝났다.

## 환승 정보
역 주변에 시외버스 정류장이 두 곳 있다.
버스
- 코슬라다 시내버스
  - 1번 (주간)
- 시외버스
  - 280, 281, 282, 284, 285, 288번 (주간)

지하철
| 마드리드 지하철      | 마드리드 지하철       | 마드리드 지하철 |
| -------------------- | --------------------- | --------------- |
| 오스피탈 델 에나레스 | 마드리드 지하철 7호선 | 하라마 피티스   |